# Tjänstehund

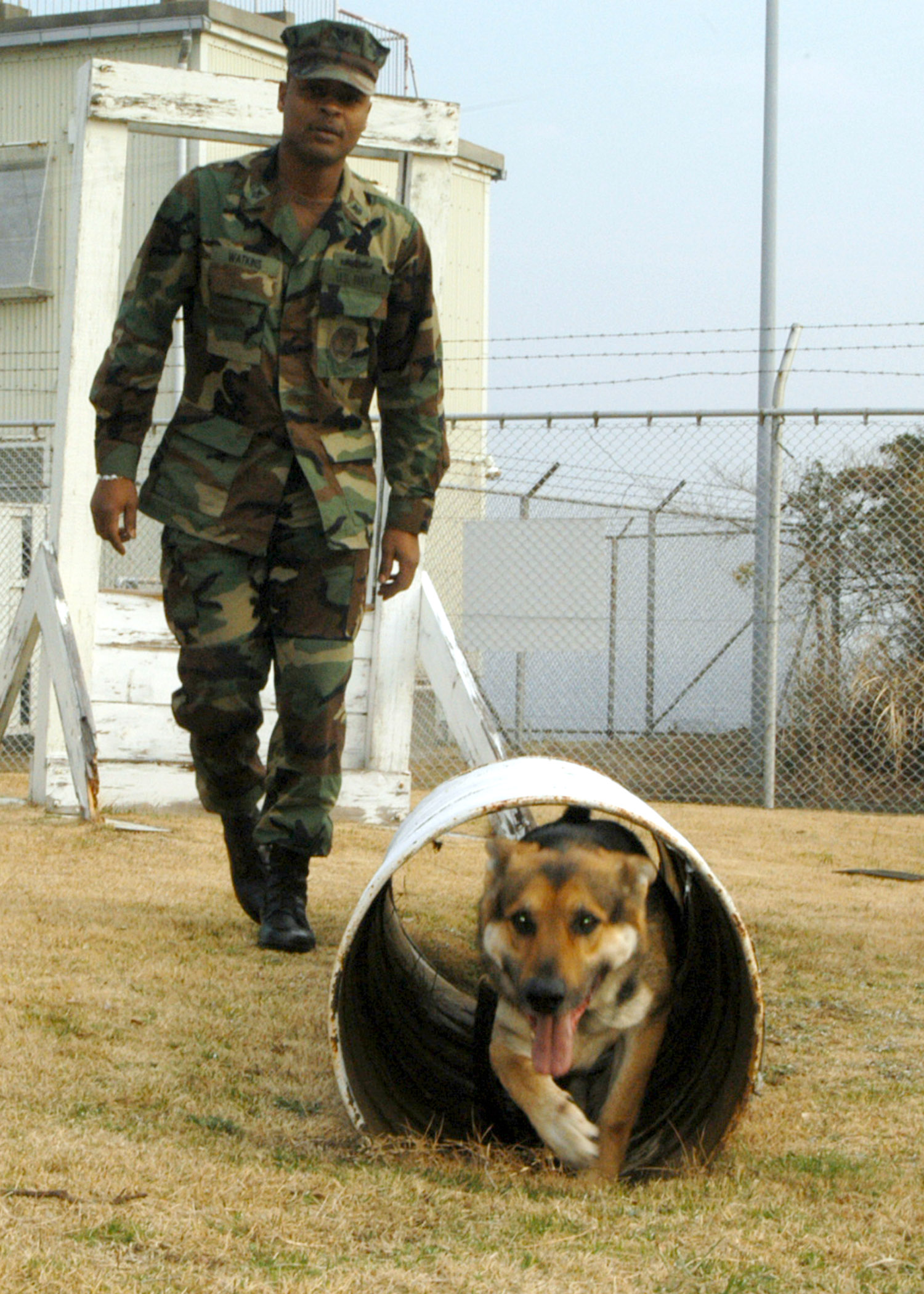
En tjänstehund under träning i USA:s flotta.

Tjänstehundar är arbetande brukshundar som används inom polisen, bevakningsföretagen, kriminalvården, tullen, militären och räddningstjänsten. Regler för användning av tjänstehundar inom polis och bevakning finns i Rikspolisstyrelsens författningssamling. Sedan 2006 samordnas frågor som rör tjänstehundar av Tjänstehundsrådet med representanter från Svenska Kennelklubben, Sveriges lantbruksuniversitet, Rikskriminalpolisen, Tullverket, Försvarsmakten, Kriminalvårdsstyrelsen samt Synskadades Riksförbund.
Räddningshundar och försvarsmaktshundar (bevakningshundar) utbildas och certifieras inom Svenska Brukshundklubben (SBK). SBK:s tjänstehundscertifikat är meriterande vid hundutställningar. Försvarsmaktshundar utbildas även av Försvarsmaktens hundtjänstenhet. Där utbildas också bombhundar
Skyddshundar (patrullhundar / övervakninghundar) används inom polisen och av väktare. Dessa hundar utbildas av hundförarna själva. Polisens hundförare utbildas av Polishundtjänsten i Karlsborg medan väktare och deras hundar utbildas av privata företag med auktorisation. Såväl polis- som väktarhundar måste godkännas på tjänstbarhetsprov. Polisen använder även spårhundar (polisens term är eftersökshundar) för att hitta försvunna personer, dessa hundar har utbildning liknande den för bruksprov. Narkotikahundar används inom polisen, tullen och kriminalvården, dessa hundar och förare utbildas vid Tullskolan i Norrtälje. Dessutom använder polisen andra specialsökhundar, till exempel likhundar (kadaverhundar / kriminalsökhundar) eller brandhärdshundar. Många polishundar är utbildade inom både skydd och spår eller sök.
Då ledarhundar finansieras med offentliga medel och tidigare tränats på Statens hundskola räknas också de ibland in bland tjänstehundarna.

## Tävlingar
Det finns en hel del tävlingsverksamhet för tjänstehundar. Bruksprov och dess internationella variant Internationella prövningsordningen (IPO) är öppna för såväl civila brukshundar som tjänstehundar. Bruksprovsgrenen skydd är liksom IPO mest anpassade till de krav som ställs på tjänstehundar. Brukshundklubben arrangerar tjänstehundsmästerskap för försvarsmaktshundar (Bruksprov Bevakning) och räddningshundar (IPO-R). Polishunds-SM arrangeras av Polisens Hundförarförbund. Sommartävlingarna består av klasser för skyddshundar respektive spårhundar i grenarna spår, skydd, saksök och personsök. Vintertävlingarna är draghundstävlingar, dessutom ordnar polisen ett Narkotika-SM för narkotikahundar. Vid Kennelklubbens årliga internationella hundutställning i Stockholmsmässan i Älvsjö utses Årets bragdhund, Årets polishund och Årets narkotikasökhund.